# Felice Polanzani
Felice Polanzani (de son vrai nom Francesco Polanzani sous lequel il demeure uniformément désigné, on l'appela également Polanzi) est un graveur au burin vénitien, né en 1700 à Noale (république de Venise) et mort après 1783 à Rome (États pontificaux).

## Biographie

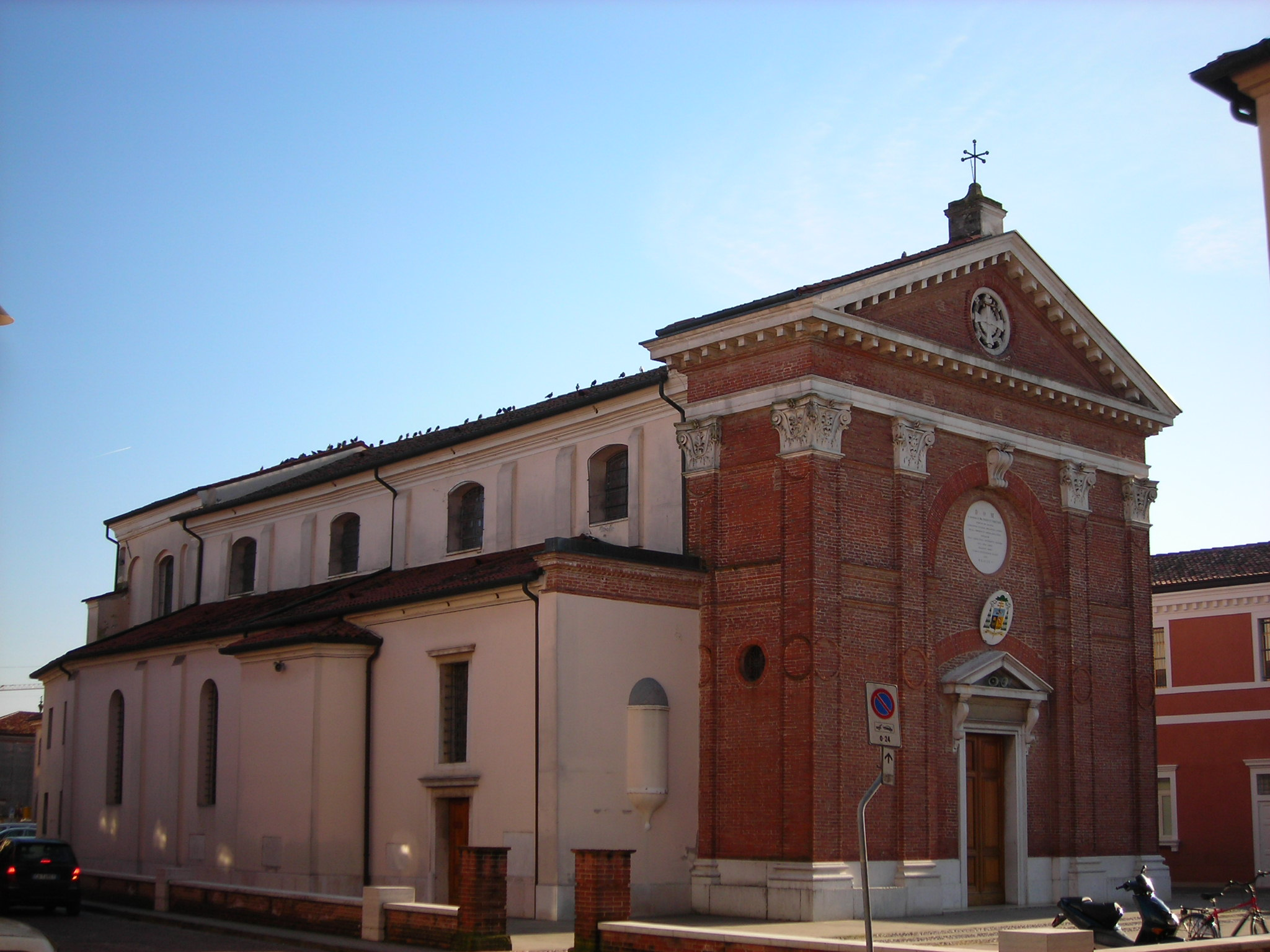
Église des Saints Felice et Fortunato, Noale

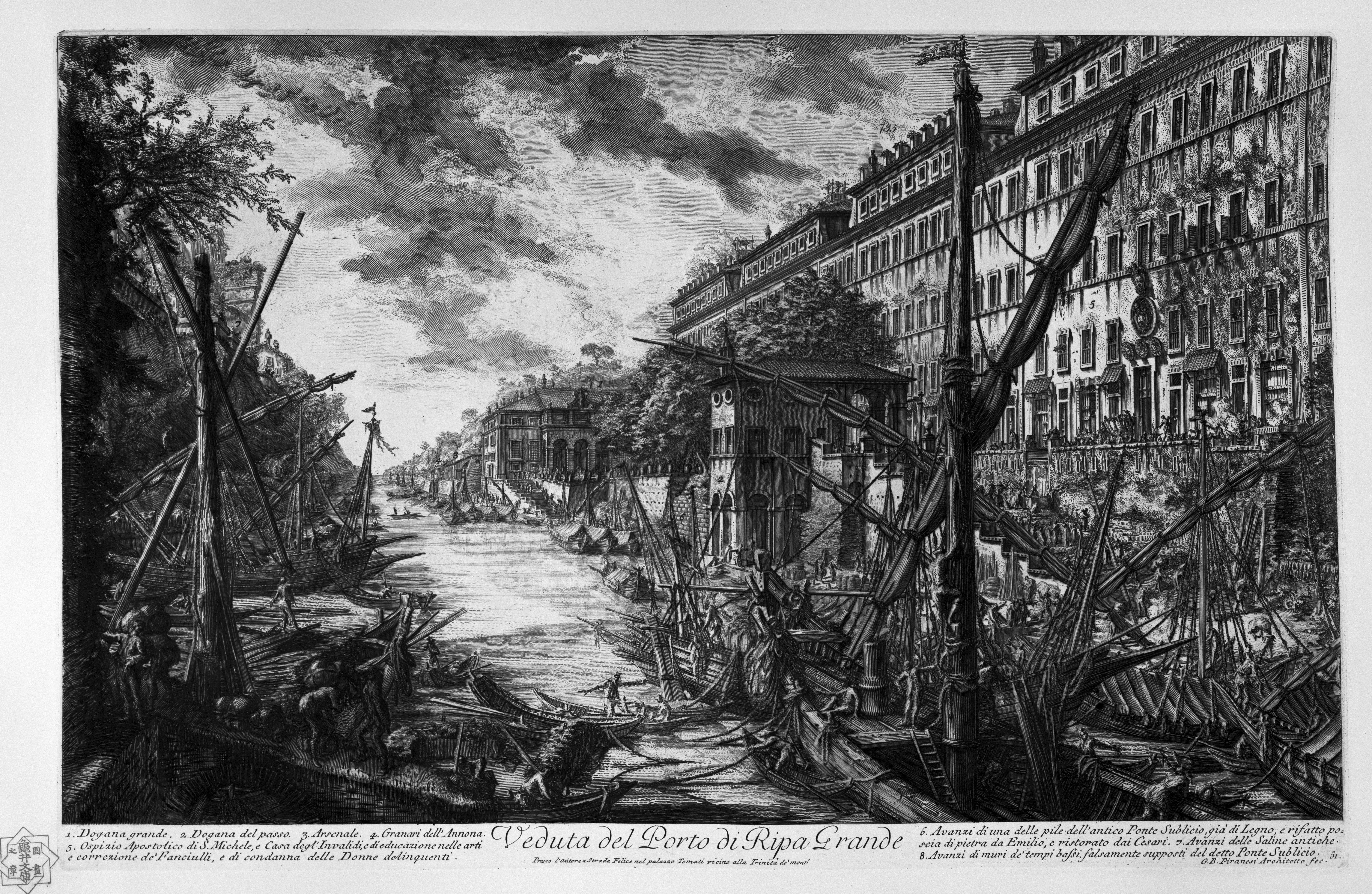
Giovanni Battista Piranesi, L'Hospice San Michele a Ripa

Felice Polanzani naît en 1700 du mariage de Francesco et Orsola Polanzani, aussi Chiara Lo Giudice étonne-t-elle en datant son baptême du 12 août 1712 en l'église des Saints Felice et Fortunato (it) de Noale.
Travaillant dans un premier temps à Venise où il est proche du graveur Marco Alvise Pitteri (celui-ci est son cadet de deux ans, Giannantonio Moschini indique cependant que Felice en est l'élève) et du peintre Giuseppe Nogari, Felice Polanzani y est également graveur-cartographe avec notamment sa Descriptio urbis Jerusalem & suburganorum ejus en 1735, puis son illustration de l'édition italienne de L'histoire des Juifs (La storia de Giudei) de Humphrey Prideaux en 1738. Des portraits qu'il grave vers 1744 lui sont des commandes du Comte Francesco Algarotti.
On estime l'arrivée à Rome de Felice Polanzani aux environs de 1745, la date de 1742 parfois proposée étant à mettre en doute de par ses travaux cités à Venise, notamment sa collaboration avec le peintre vénitien Giovanni Battista Piazzetta au grand ouvrage La Gerusalemme liberata édité en 1745.
Felice Polanzani est à Rome maître d'art à l'hospice San Michele a Ripa, vaste orphelinat doublé d'une école d'apprentissage et situé sur les bords du Tibre.
C'est peu après son arrivée à Rome que Felice Polanzani se rapproche de Giovanni Battista Piranesi, le portrait qu'il en grave en buste antique (l'illustre modèle est alors âgé de trente ans) demeurant son œuvre la plus connue. Paul Kristeller citera Polanzani, avec Antonio Capellan (en), Francesco Barbazza et Domenico Montagu, parmi les graveurs chez qui l'influence de Giovanni Battista Piranesi est la plus manifeste.
Outre les œuvres citées ci-dessous, il grave d'après Gérard de Lairesse, Girolamo da Carpi (Portrait de soldat), Carlo Cignani (Tête de jeune fille), Pier Francesco Mola, Giuseppe Bottani, Francesco Pannini et Marco Benefial. C'est en 1768 qu'il publie La penna da scrivere, recueil d'une vingtaine de pages contenant des tableaux de l'alphabet dans des variantes calligraphiques ainsi que des échantillons de formules-types à usage administratif, protocolaire ou commercial.

## Œuvres

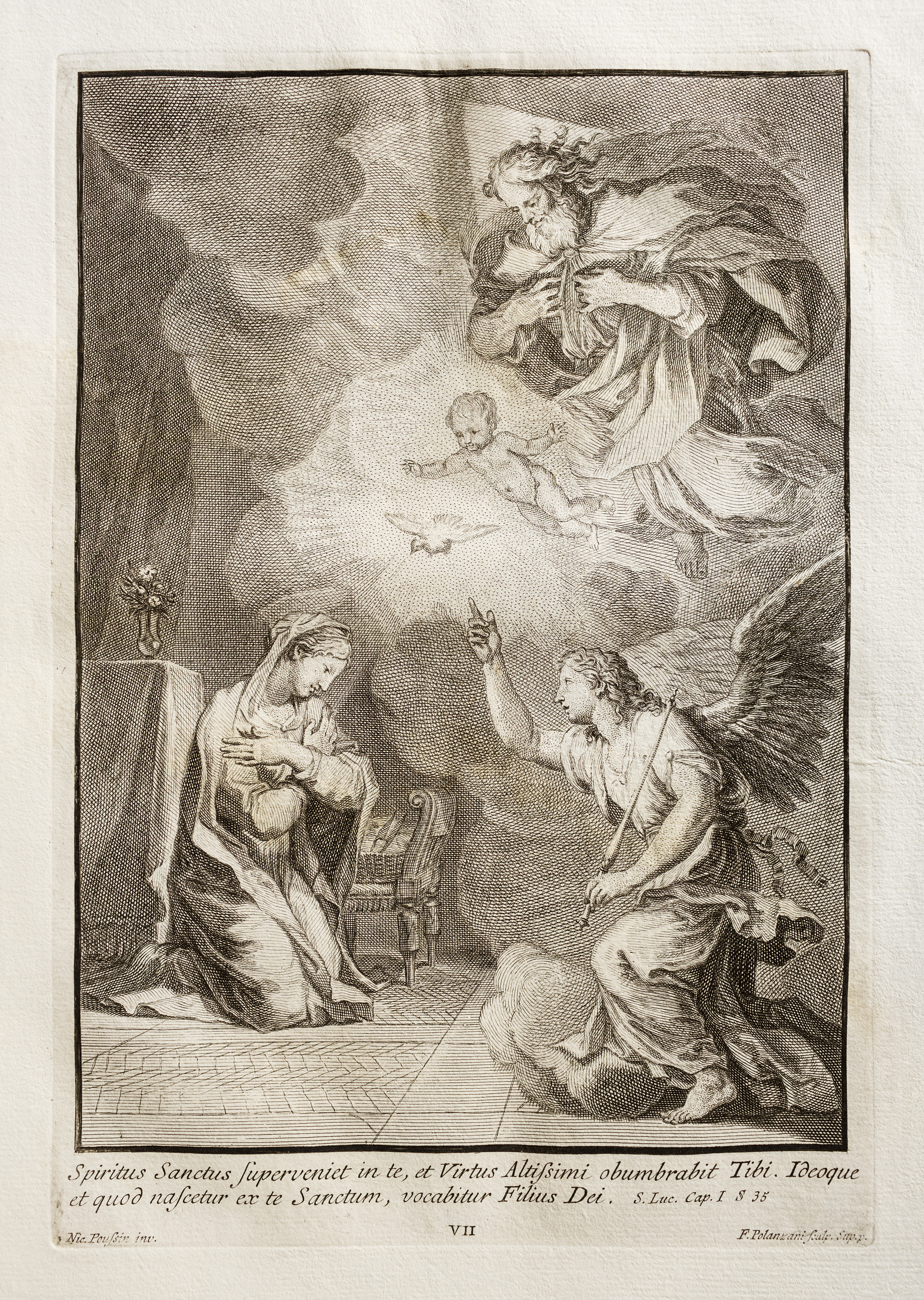
L'Annonciation, d'après Nicolas Poussin.

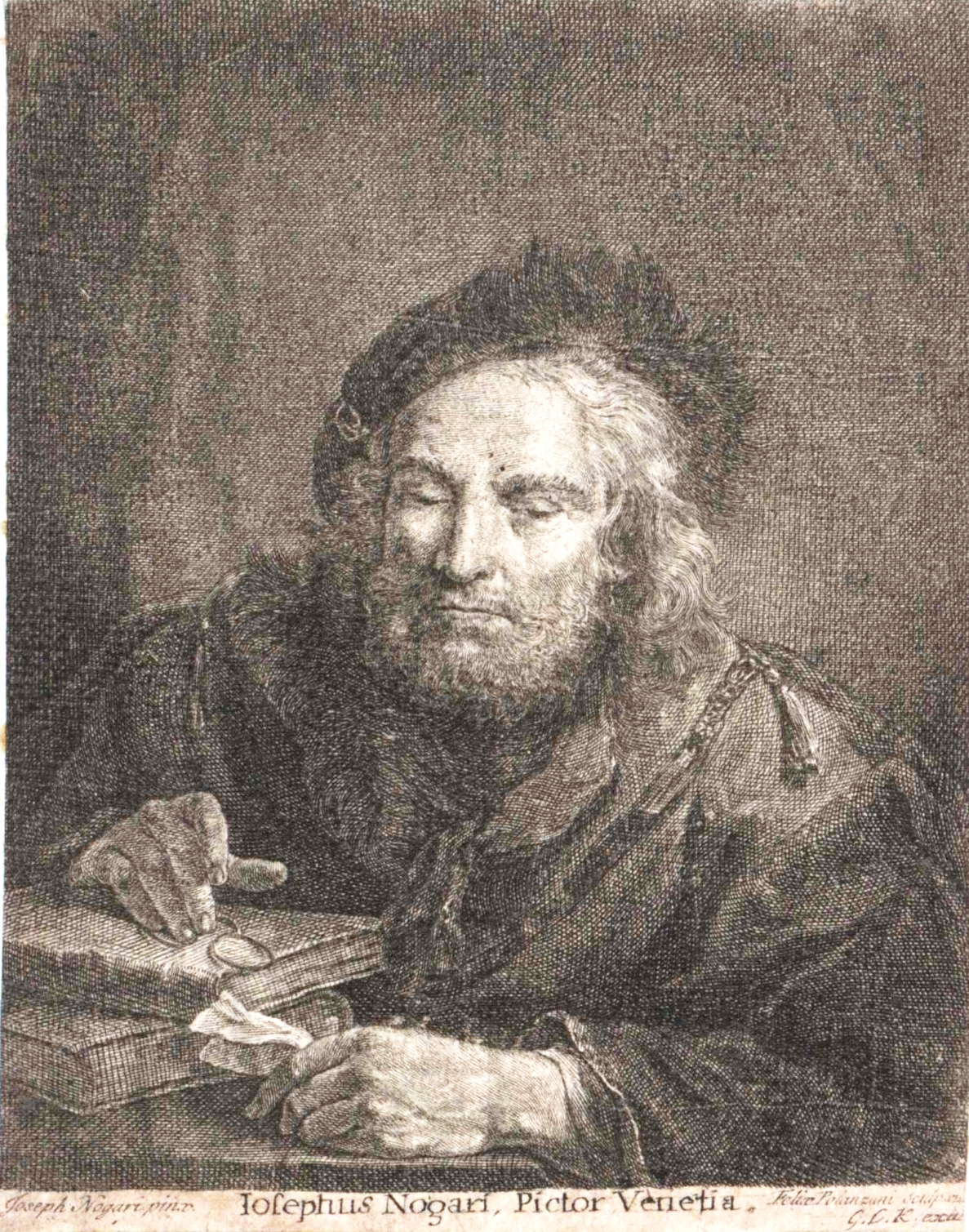
Felice Polanzani, Portrait de Giuseppe Nogari.

- Portrait du peintre vénitien Giuseppe Nogari.
- Description de la ville de Jérusalem, 1735.
- Humphrey Prideaux, La storia de' Giudei, 1738.
- Portrait de l'abbé Camillo Tacchetti, d'après Pierre Subleyras, 1745.
- Torquato Tasso, La Jérusalem délivrée, ouvrage dédié à « l'Impératrice sainte émérite romaine Marie-Thérèse d'Autriche », gravé par Felice Polanzani (dont le Portrait de Marie-Thérèse d'Autriche), Martin Schedl et Antonio Baratta d'après Giovanni Battista Piazzetta, édité par Giovanni Battista Albrizzi, 1745[9].
- Vincenzo dal Re (en), Narrazione delle solenni reali feste fatte celebrare in Napoli da Sua Maesta el Re delle due Sicilie per la nascita del suo primogenito Filippe Real Principe delle due Sicilie, gravures de Giuseppe Vasi, Nicolas Jardin, Angelo Guiducci, Felice Polanzani, Louis-Joseph Le Lorrain, Naples, 1749[10].
- Portrait en buste antique de Giovanni Battista Piranesi, gravure placée en frontispice des Antiquités romaines de Giovanni Battista Piranesi, 1750.
- Pittore del salone imperiale del palazzo di Firenze (principales actions des princes de la Maison de Médicis dans les peintures du salon impérial de Florence), vingt-six estampes en très grand in-folio, Francesco Polanzani parmi les auteurs pour Michel-Ange présente à Laurent le Magnifique la tête sculptée d'un faune (d'après Ottavio Vannini) et Laurent le Magnifique d'après Giovanni da San Giovanni (ces deux tableaux conservés au palais Pitti), 1751[11].
- Portrait du Bienheureux Joseph de Cupertino, entre 1753 (date de la béatification) et 1767 (date de la canonisation)[12].

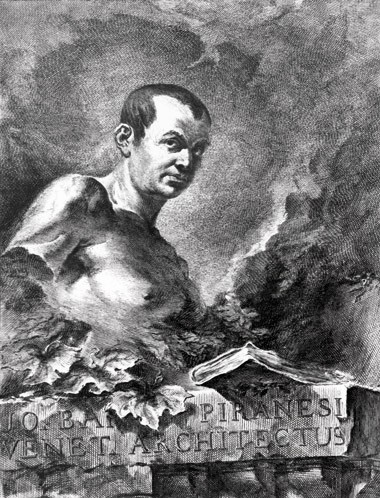
Felice Polanzani, Portrait en buste antique de Giovanni Battista Piranesi

- Andrea Palladio, Architettura di Andrea Palladio Vicentino di nuovo ristampata, e di figure in Rome diligentemente intagliate arrichita, corretta, e accresciuta di moltissime fabbriche inedite, gravures par Francesco Zucchi, Felice Polanzani, Giorgio Fossati, Francesco Fontebasso, Girolamo Ticiani, chez Angelo Pasinelli, Venise, 1740[13].
- Nouvelle carte de l'état ecclésiastique, 1755.
- La vie de la Vierge, suite de vingt-deux gravures d'interprétation d'après Nicolas Poussin et Jacques Stella, 1756[14].
- Vue de la Place Saint-Pierre de Rome gravure d'après Francesco Panini, dans Vedute delle quattro principali basiliche e monumenti nel XVIII secolo, 1765[15].
- La penna da scrivere all'uso corrente, édité par P. et G. Samonati, Rome, 1768[8].
- Portraits de différents hommes illustres dans les sciences et dans les arts, soixante-douze planches dont Giambattista Marino, Le Caravage d'après Ottavio Leoni, Jacques Callot[16] et Deodat del Monte d'après Antoine van Dyck, Annibale Carracci, Michel-Ange, Cornelis de Vos, Giovanni Battista Piranesi, Monaldini, Rome, 1790.

## Expositions
- Piranesi as designer, Cooper–Hewitt, Smithsonian Design Museum, New York, septembre 2007 - janvier 2008.
- Piranèse - Vues de Rome, musée des beaux-arts de Dijon, septembre-novembre 2009[17].
- Images sacrées de Noël dans le fonds iconographique de la bibliothèque, bibliothèque communale d'Imola, décembre 2013 - janvier 2014[18].
- Mélancolie, génie et folie en Occident, Grand Palais, Paris, 2014.

## Réception critique
« The look of horror is evident in Felice Polanzani's portrait of Piranesi. It shows a head gazing at the onlooker from atop a huge slab of stone, on which has been placed a bound collection of his etchings. This figure of Piranese from the bust above, dwarfed as it is by his name and occupation carved into the slab itself, dares the onlooker to enter the world of the etchings he has bequeathed to his story. The etchings, of course, speak not of history, but of their daemonization by the spirit as it makes its journey "through a maze of tangled paths". »

— Vijay Mishra

## Musées et collections publiques

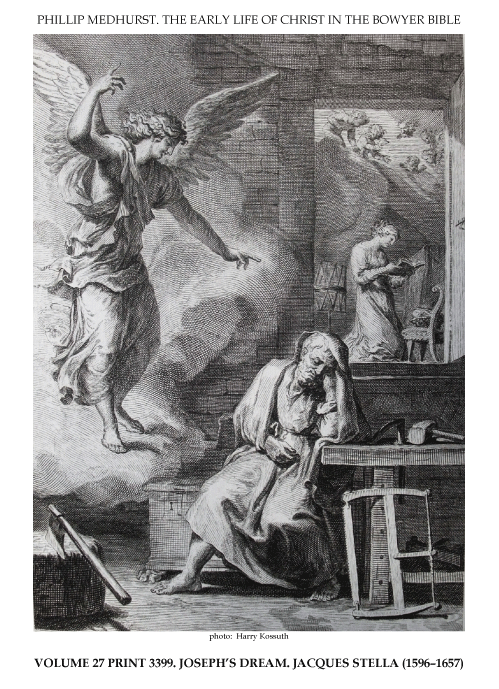
Felice Polanzani, L'apparition de l'ange à Saint-Joseph d'après Jacques Stella

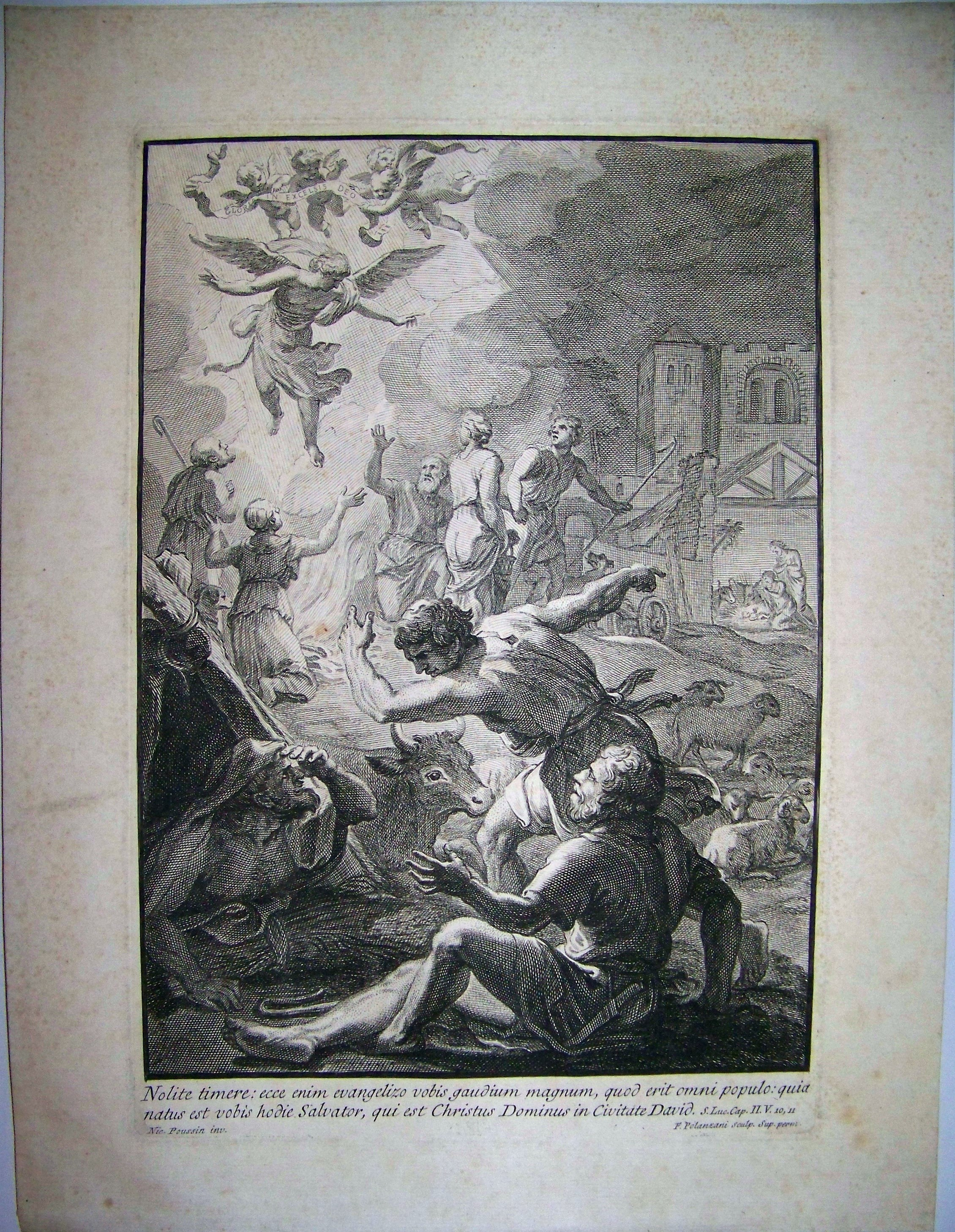
Felice Polanzani, L'Annonce aux bergers d'après Nicolas Poussin

### France
- Musée des beaux-arts de Dijon, Portrait en buste antique de Giovanni Battista Piranesi, 1750[17].
- Cabinet des estampes de la Bibliothèque nationale de France, La vie de la Vierge.
- École nationale supérieure des beaux-arts, Paris, Portrait de Piranèse (autre estampe moins connue)[20].
- Musée du Louvre, département des arts graphiques, Paris, Portrait de Jacques Callot d'après Antoine van Dyck[21], gravure, ancienne collection Baron Edmond de Rothschild[22].

### Allemagne
- Kunsthalle de Hambourg, plusieurs estampes dont Portrait de Marie-Thérèse d'Autriche, 1745[23].

### Autriche
- Palais Albertina, Vienne, Portrait de l'abbé Camillo Tacchetti, 1745[24].

### Danemark
- Musée Thorvaldsen, Copenhague, La naissance de la Vierge[25] ; L'Annonciation[26] ; La circoncision de Jésus[27] ; Le massacre des innocents sous Hérode[28] ; L'annonce aux bergers, d'après Nicolas Poussin, 1756.

### Espagne
- Bibliothèque nationale d'Espagne, Madrid, Portrait de Jacques Callot, Portrait de José Joaquín de Montealegre (it), Portrait de Bartholomeus Spranger[29].
- Musée des beaux-arts de Valence, Portrait en buste romain de Giovanni Battista Piranesi, 1750.

### Finlande
- Galerie nationale de Finlande, Helsinki, La mort de la Vierge Marie, gravure d'après Nicolas Poussin.

### Italie
- Académie Carrara, Bergame, Portrait de l'abbé Camillo Tacchetti, 1745[24].
- Kunsthistorisches Institut in Florenz (it), Florence, Portrait de Johannes Antonius Turrianus d'après G.A. Franchi[30].
- Bibliothèque communale d'Imola, La vie de la Vierge.
- Istituto Nazionale per la Grafica, Palazzo Poli, Rome, portraits gravés d'après Antoine van Dyck dont Theodore Galle, Orazio Gentileschi, Inigo Jones, Jan Lievens, Antoine Triest, évêque de Gand.

### Pays-Bas
- Rijksmuseum Amsterdam, Portrait en buste antique de Giovanni Battista Piranesi, 1750.

### Royaume-Uni
- Royal Collection, Queen's Gallery, Palais de Buckingham, Londres, La Jérusalem délivrée dédiée à Marie-Thérèse d'Autriche, 1745[9].
- British Museum, Londres, Entrée d'Alexandre le Grand dans Babylone, gravure d'après Gérard de Lairesse, entre 1730 et 1750[31] ; Mater Amabilis (Vierge au livre de prière), gravure d'après Giuseppe Nogari, vers 1740-1745[32] ; Portrait de Jacques Callot, gravure d'après Antoine van Dyck[16].
- Ashmolean Museum, Oxford, Portraits des différents hommes illustres dans les sciences et dans les arts, 1790.

### États-Unis
- Hampshire College (en) Art Gallery, Amherst (Massachusetts), Portrait en buste antique de Giovanni Battista Piranesi.
- Musée des beaux-arts de Boston, Portrait en buste antique de Giovanni Battista Piranesi.
- Houghton Library, Université Harvard, Cambridge (Massachusetts), La penna da scrivere, 1768.
- Harvard Art Museum, Cambridge, L'expulsion de Joachim d'après Nicolas Poussin[33].
- Detroit Institute of Arts, Détroit (Michigan), Portrait en buste antique de Giovanni Battista Piranesi[34].
- National Gallery of Art, Landover (Maryland), Portrait de jeune fille d'après Carlo Cignani, 1740-1741[35].
- Musée d'art du comté de Los Angeles, Portrait en buste antique de Giovanni Battista Piranesi.
- Yale University Art Gallery, New Haven (Connecticut), Portrait en buste antique de Giovanni Battista Piransesi.
- Metropolitan Museum of Art, New York, Portrait en buste antique de Giovanni Battista Piranesi[36], La Fuite en Égypte[37].
- Morgan Library and Museum, New York, La Vierge et Saint Joseph devant les Scribes, Apparition de l'ange à Saint Joseph dans son atelier de charpentier[38].
- Smith College Museum of Art, Northampton (Massachusetts), Portrait en buste antique de Giovanni Battista Piranesi, 1750.
- La Salle University Art Museum (en), Philadelphie, Double portrait de Felice Ramelli (en) et Camille Tacchetti, gravure[39].
- Bibliothèque de l'université de Princeton, Princeton (New Jersey), Architettura di Andrea Palladio, 1740.
- San Francisco De Young Museum, L'Assomption de la Vierge d'après Nicolas Poussin (cette estampe fait débat : bien que Polanzani y ait apposé le nom de Poussin, des experts l'ont dite gravée d'après Jacques Stella[40]), Vieille femme se chauffant les mains d'après Giuseppe Nogari, Portrait en buste antique de Giovanni Battista Piranesi[41].
- Iris & B. Gerald Cantor Center for Visual Arts, université Stanford, Portrait en buste antique de Giovanni Battista Piranesi, 1750.
- National Gallery of Art, Washington, Tête de jeune fille d'après Carlo Cignani[7].

## Collections privées
- Francesco Algarotti (1712-1764), gravures de portraits, période vénitienne (vers 1744)[1].
- Gilbert Paignon-Dijonval (1708-1792), Portrait d'Inigo Jones, Double portrait de Felice Ramelli et Camille Tacchetti, d'autres portraits de personnalités aujourd'hui difficilement identifiables (Vanden Enden, J. Snellinx...), gravures[42].

## Hommages
- Noale, ville natale de Felice Polanzani, a donné son nom à une rue et a émis le 4 octobre 2014 une oblitération postale reproduisant son Portrait de l'architecte Inigo Jones d'après Antoine van Dyck[43].